# Tchernootchene (obchtina)
Tchernootchene (bulgare : Черноочене) est une obchtina de l'oblast de Kardjali en Bulgarie.